# عسگران (تیران و کرون)
عسگران مرکز بخش کرون و شهری در بخش کرون شهرستان تیران و کرون استان اصفهان و مرکز بخش کرون می باشد.

## پیشینه تاریخی
نبرد دوم بین بختیاری ها و قاجار ها در منطقه عسگران و روستای الور اتفاق افتاد (نیروهای ابدال خان حدود دوازده الی شانزده هزار نفر و نیرو های خان قاجار بیست الی سی هزار نفر بودند)در این نبرد علاوه بر بختیاری بزرگان و نیرو هایی از مردم گلپایگان ،خوانسار،کمره و فراهان و فریدن (ارامنه و گرجی های فریدن) و حتی افغانی های همراه احمد خان فرزند آزادخان افغان از رقبای کریم خان در تصاحب سلطنت ایران نیز حضور داشتند [۲] .آقا محمد خان که از نبرد اول خود با بختیاری ها  فهمیده بود که نبرد باسپاه ابدال خان چهارلنگ بسیار سخت و دشوار است و حتی ممکن است که دوباره شکست بخورد  پس بنابراین  خان قاجار دست به نیرنگ زده و مبالغ بسیاری پول  و پیشنهاد های دیگری همچون مقام و منصب به بزرگان بختیاری داده و اکثر بزرگان بختیاری بجز حبیب الله خان کیانرسی و برادران ابدال خان این پیشنهاد ها را قبول کرده و اتحاد بختیاری ها از هم گسسته شد ،  در روز نبرد عده ی زیادی از  بختیاریها با یک حمله نیرو های قاجار روی از جنگ تافتند و به کوه های اطراف منطقه فرار کردند. سایرین نیز از جنگ دلسرد شده و در خود توانایی مقابله ندیده و هزیمت نمودند، اما ابدال خان بعد از آن که بسیاری از بختیاری ها  از او جدا شدند، تسلیم نشده و همراه عده ای که به او وفادار  بودند و او را ترک نکرده بودند به سپاه قاجار حمله برد و عده ای زیادی را به هلاکت رساند و شجاعت بی نظیر از خود به نمایش گذاشت و پس از نبردی نابرابر و کشته شدن همراهانش، او را در حین نبرد زخمی و دستگیر شد. پس از آنکه او را به نزد آقا محمد خان قاجار بردند آقا محمد خان به او فحاشی کرد و با طعنه به ابدال خان گفت که اینگونه می‌خواستی تاج و تخت را تصاحب کنی! حال توبه کن تا تو را ببخشم!. ابدال خان در جواب گفت: قدرت خدای راست که چون من مردی را در برابر چون تو عجوزه ای دست بسته به پای داشته‌است، حال که خداوند مرا اسیر پیرزنی فرتوت کرده‌است من هیچگونه توبه ای ندارم و به مرگ راضی ام آقا محمد خان که از این سخن ابدال خان عصبانی شد دستور داد او را به قتل برسانند.

## کشاورزی
از محصولات کشاورزی شهر عسگران می توان از  گندم، جو، سیب زمینی، پیاز، موسیر و گردو،بادام و زعفران نام برد.
همچنین این شهر دارای تعداد زیادی باغ بادام و گردو می باشد.

## آب و هوا
این شهر بخاطر واقع شدن در منطقه کوهستانی و نزدیکی به کوه های سر به فلک کشیده دالانکوه دارای زمستان های سرد و بهار و تابستان دارای اب و هوای معتدل و خنک  می باشد .

## جاذبه های طبیعی و تاریخی

### چشمه مرغاب
چشمه پر آبی که در جنوب غربی این شهر و نزدیکی دالانکوه واقع شده و در تمام فصول سال دارای آب می باشد که آبدهی آن در بهار به بالاترین حد خود می رسد و به عنوان سایت نمونه گردشگری استان اصفهان نیز انتخاب شده است. آب این چشمه از دل کوه جاری می شود.

### امامزاده بابا لنگر
در جنوب این شهر واقع شده و داری چشمه آب نیز می باشد و در تمام سال میزبان گردشگران می باشد.